# ECall

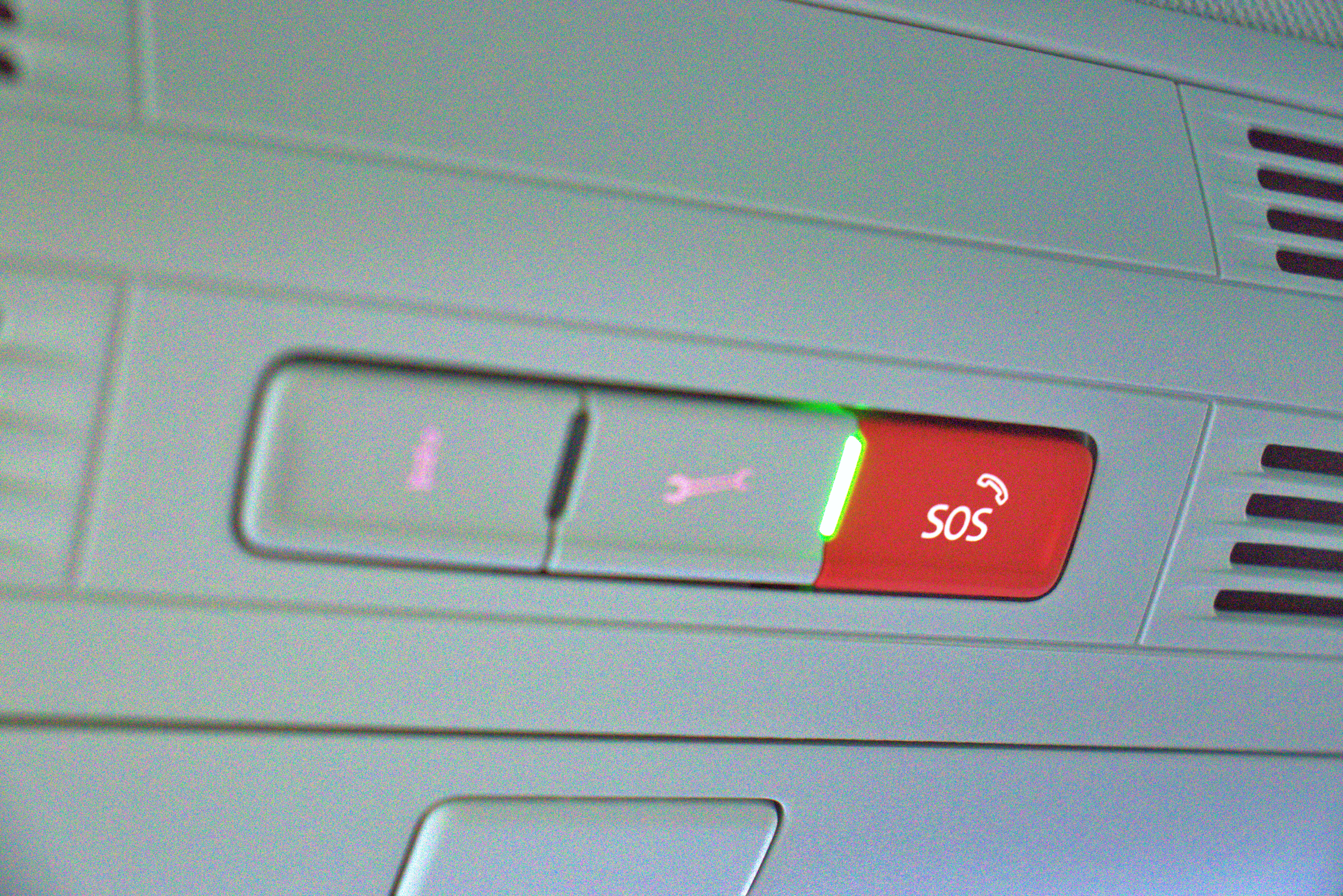
Bouton SOS E-call dans une Volkswagen e-Golf.

L'eCall est une initiative de la Commission européenne visant à introduire dans tous les véhicules vendus dans l'Union européenne, un système d'appel d'urgence automatique basé sur un service public, permettant à une voiture accidentée d'appeler instantanément via un réseau de téléphonie mobile les services d'urgence et d'envoyer sa position précise, que ses occupants soient conscients ou non, et quel que soit le pays de l'UE dans lequel elle se trouve. Ce système, basé sur le E112 (Enhanced 112), c'est-à-dire le numéro unique d'urgence européen 112 amélioré par la géolocalisation, permet une intervention des services d'urgence plus rapide, adaptée à la sévérité de l'accident et au type de véhicule impliqué, réduisant ainsi la mortalité et la gravité des blessures résultant des accidents de la route.
Le 28 avril 2015, le Parlement européen a rendu obligatoire l'équipement par les constructeurs de tous les nouveaux modèles de véhicules avec le système eCall. La mesure entre en application à partir du 31 mars 2018, mais l'ensemble du parc ne sera équipé qu'en 2035.
La mise en application de l'eCall reste sujette à polémique : le dispositif de géolocalisation, de communication vocale et d'identification qu'il comporte constitue un danger pour les libertés : en cas de détournement de cette technique, il pourrait permettre de suivre les déplacements de la population en temps réel, d'enregistrer à distance les conversations de l'habitacle ou de constituer un moyen de contrôle routier. La législation actuelle apporte cependant des garanties théoriques à ce niveau.

## Objectifs
Pour l'Union européenne, l'objectif est de réduire la mortalité routière de 2 500 personnes annuellement en Europe, avec — en même temps — une réduction de la gravité des conséquences des blessures, dans un contexte où 40 000 personnes meurent chaque année dans des accidents et 150 000 personnes restent handicapées à vie.
Le label eCall a été formé en accolant les mots de la langue anglaise “emergency“ et “call“.

## Principe de fonctionnement

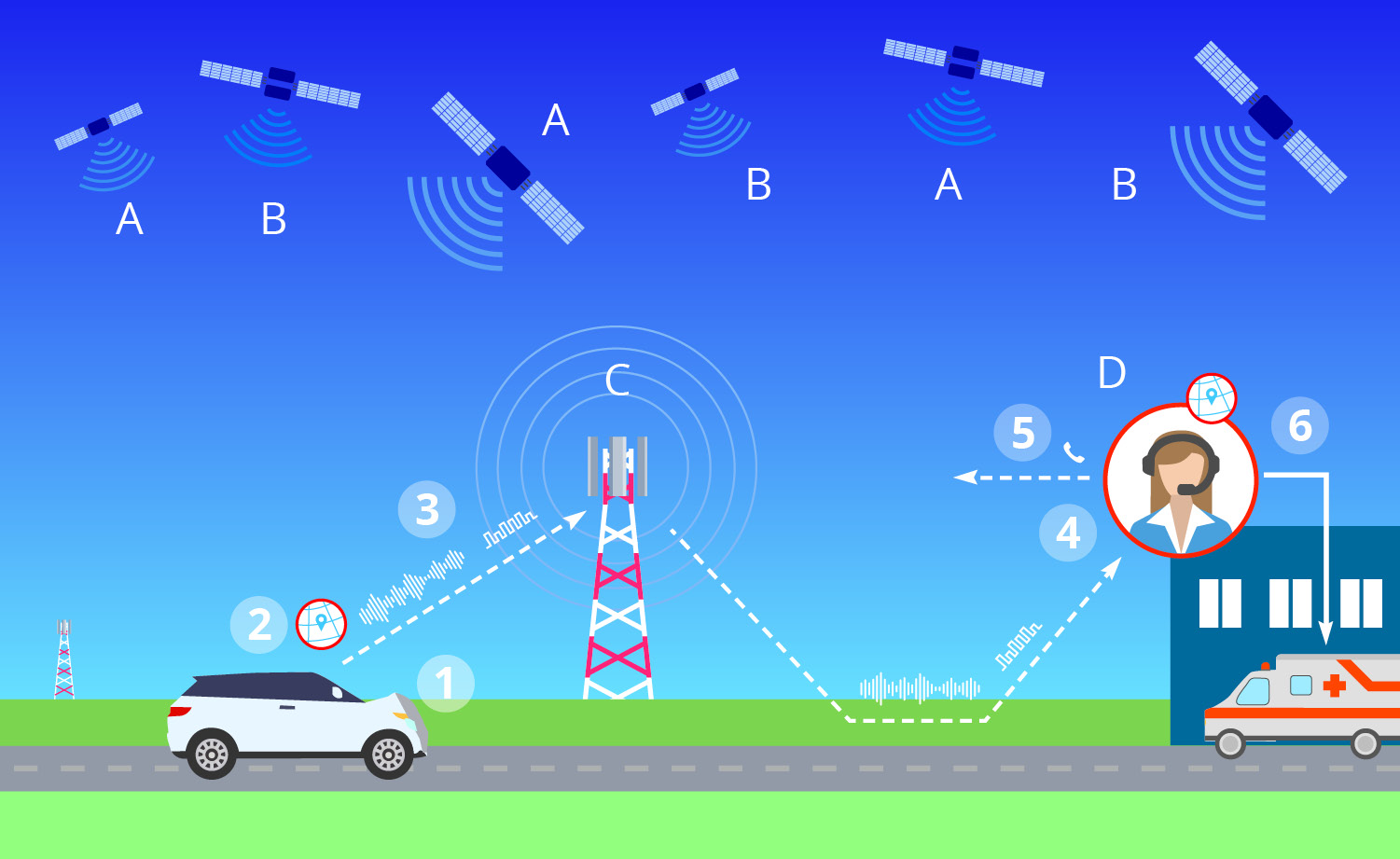
Lors de la détection d'un accident (1), l'équipement utilise les informations des satellites GPS (A et B) pour calculer sa position ou géolocalisation (2) ; il se connecte à une antenne-relais (C) (3), envoie les données numériques et établit une communication vocale (4) ; l'opérateur (D) interroge les occupants du véhicule (5) et demande ou envoie les secours appropriés (6).

Lorsque les capteurs du véhicule détectent un accident (par exemple quand un coussin gonflable de sécurité (« airbag ») est déclenché), le système eCall d'un véhicule active sa carte SIM et lance un appel à destination du centre d'appel d'urgence par l'intermédiaire du 112. En cas de non-déclenchement du système, ou si les occupants d'un véhicule assistent à un accident sans pour autant y être impliqués, l'eCall peut être activé manuellement. Une communication vocale s'établit alors automatiquement entre l'opérateur du centre d'appel d'urgence et le véhicule, afin que les passagers puissent donner des détails sur la situation s'ils ont la capacité de le faire. Dans le même temps, l'opérateur du centre d'appel d'urgence reçoit un ensemble minimal de données (le MSD – Minimum Set of Data), qui inclut la localisation de l'accident (provenant directement du système de positionnement par satellites du véhicule), le type du véhicule (par l'intermédiaire du code VIN) et de manière optionnelle les données du système de bord. Il sait également si l'eCall a été déclenché automatiquement ou manuellement. En fonction de toutes les informations récoltées, l'opérateur du centre d'appel d'urgence déploie les moyens adaptés pour faire face à la situation.
Le système étant prévu pour fonctionner dans tous les pays de l'Union européenne — hors zone blanche — il a été soumis aux discussions de nombreux groupes de travail de normalisation (CEN, ETSI et 3GPP) pour aboutir à l'adoption de protocoles de communications standards. Il est également prévu que les opérateurs des centres d'appel d'urgence soient capables de travailler dans plusieurs langues étrangères.
Différentes solutions privées sont aujourd'hui proposées en option par des constructeurs automobiles. Certains services intègrent une fonction internationale qui n'est par contre pas accessible dans tous les pays de l'Union européenne.
Des projets de recherche se penchent sur l'adaptation de l'eCall aux deux-roues motorisés. Si le système de déclenchement n'est pas encore fixé, les perspectives d'impact sur cette catégorie d'utilisateurs vulnérables sont très positives.

## Centre d'appel
On distingue deux catégories de centres d'appel: les PSAP et les TPSP.
Un appel d'urgence est traditionnellement acheminé dans la région de l'appelant par le réseau téléphonique vers le centre de réception des appels d'urgence (en anglais public safety answering point, PSAP) le plus approprié. Ce centre de réponse public répond à l'appel, évalue la situation et oriente l'appelant vers l'assistance d'urgence appropriée, si nécessaire.
Les appels d'urgence peuvent aussi régulièrement être émis par un organisme pour le compte d'un tiers, en tant que service. Ces organismes sont considérés comme des prestataire de services tiers (en anglais, Third-Party Service Provider (TPSPs)). Le tiers ajoute un délai mais peut filtrer les appels.
Les voitures commercialisées sont soit configurées pour appeler directement le centre de réception des appels d'urgence (PSAP), soit pour appeler le prestataire de services tiers (TPSP) choisi au moment de la configuration, conformément à la réglementation qui permet ces deux fonctionnements[réf. non conforme].

### Centre d'appels en France
Dans la version française de la législation européenne[réf. non conforme], le PSAP est dénommé « centre de réception des appels d'urgence » et le TPS « prestataire de services tiers ».
En France, le centre d'appel est centralisé.
Les autorités ont délégué pour une durée de sept années l'activité de plate-forme chargée de contacter les passagers du véhicule au Syndicat national des sociétés d’assistance (SNSA), qui avait déjà l'expérience de gestion des services de SOS “privés” des constructeurs de type PSA.
De ce fait, le coût du service est pris en charge par les assureurs et leurs filiales spécialisées dans l’assistance.
Ainsi, le marché est en partie tenu par IMA (MAIF, MACIF et Matmut) et Mondial Assistance (Allianz).
Pour assurer cette activité 24 heures sur 24, deux équipes de dix personnes ont été mises en place.
Le SNSA a pour objectif de répondre en 13 secondes et de décider de la nécessité de contacter les secours en 75 secondes.
L'appel est réceptionné par une plateforme informatique et renvoie les appels vers des assistants humains qui servent de relais avec les services ad-hoc comme les secours ou les assistances des assurances.
Depuis 2013, des « chargées d’urgence » d'Inter Mutuelles Assistance (IMA) à Niort répondent aux appels des eCall générés automatiquement par les véhicules ou par l'appui par un des occupants sur le bouton de SOS.
Les appels à IMA sont réceptionnés dans un Open Space où certains appels sont reçus en anglais, allemand, espagnol, portugais, italien et français.
Au cours de l'année 2021, en France, la plateforme du SNSA a traité 100 000 alertes eCall par le 112.

## Impact sur l'amélioration des secours routiers
L'impact envisagé d'une introduction de l'eCall se situe sur plusieurs niveaux, et dépend en partie de la situation de l'accident. L'impact prévu est très positif dans le cas d'un véhicule seul accidenté sur une route peu empruntée, lorsque le ou les occupants du véhicule sont inconscients ou ne peuvent communiquer précisément leur position. Il l'est dans une moindre mesure dans le cas d'un accident entre plusieurs véhicules sur une route surveillée et passante (autoroutes, milieu urbain), où la signalisation d'un accident et sa localisation sont plus aisées.

### Temps d'arrivée des secours
La réduction du temps d'arrivée des secours sur le lieu d'un accident permet de diminuer de manière significative la gravité des blessures des accidents de la route. D'après le concept d'heure d'or, un blessé grave a en effet un taux de survie maximum s'il est opéré dans l'heure qui suit l'accident. La possibilité d'informer immédiatement de l'accident les autres usagers de la route, ainsi que la réduction du temps d'arrivée des autres services de sécurité pour baliser la zone d'accident et régler ou, éventuellement, dévier le trafic, permet d'éviter les suraccidents, assure la sécurité du personnel des services d'urgence médicale et génère une meilleure fluidité du trafic.
Le système pourrait réduire le temps de réponse des secours de parfois jusqu’à 60 % en zone urbaine et parfois jusqu'à 50 % et en zone rurale ou bien jusqu’à 40 % en zone urbaine et parfois jusqu'à 50 % et en zone rurale.

### Durée de l'intervention
La désincarcération des occupants de véhicules accidentés est une opération délicate et souvent longue. Les équipes de secours ont développé des procédures efficaces pour faire face aux différentes situations, mais la diversité et la solidité des véhicules modernes compliquent souvent la tâche. D'après une étude de l'ADAC (automobile club allemand), 40 % des interventions sur des véhicules construits entre 1990 et 1992 durent moins de 50 minutes, contre seulement 20 % pour des véhicules construits entre 2005 et 2007. De plus, la présence de dispositifs de sécurité à déclenchement mécanique ou pyrotechnique (coussin gonflable de sécurité, prétensionneur de ceinture) constitue une difficulté supplémentaire dans le processus de désincarcération.
Pourtant, les nouveaux véhicules sont conçus pour prévoir un plan de découpage des tôles facilitant la désincarcération, plan qui n'est que rarement disponible sur le lieu de l'accident. Permettre aux services de secours d'avoir accès dès la notification de l'accident au type de véhicule engagé, et donc au plan de désincarcération adéquat, a donc un effet positif sur le temps nécessaire à l'évacuation des blessés.

### Données transmises

#### Données minimales transmises
En plus de la localisation, l’eCall transmet des informations sur le véhicule dans une structure nommée MSD (Minimum Set of Data) :
- Type de véhicules (véhicule de tourisme, véhicule utilitaire, bus, moto…)
- Le code VIN du véhicule
- Son type de carburant
- Le nombre de passagers

#### Données supplémentaires transmises par certains constructeurs
Les constructeurs peuvent proposer une version augmentée du système imposé par le règlement européen. BMW, par exemple, transmet des informations additionnelles telles que : la localisation précise, le sens de marche, la vitesse, les mesures prises par les capteurs et le nombre d’airbags déclenchés.

## Coût du système et impact économique
Le modèle économique du système eCall et son coût font l'objet de diverses études. Certaines mettent en avant des économies qui pourraient atteindre 26 milliards d'euros par an si tous les véhicules européens étaient équipés de l'eCall. Le coût du système est réparti entre l'équipement des véhicules, l'équipement des centres d'appel d'urgence, la mise à niveau des réseaux de téléphonie mobile et la communication en elle-même, ce qui implique de prendre en compte les accords d'itinérance internationale (roaming).
La mise en place d'un discriminateur eCall (ou eCall flag) est prévue pour permettre aux réseaux de téléphonie mobile et aux centres d'appels d'urgence de traiter les eCalls sans modifier en profondeur leur fonctionnement. Grâce au discriminateur, un eCall est alors identifié comme tel dès son émission et traité en fonction, sans perturber le traitement des appels d'urgence classiques.
L'eCall est perçu comme une occasion de développement pour le marché très prometteur des télématiques dans l'automobile, en généralisant dans un grand nombre de véhicules une plateforme pouvant accueillir différentes options et services.
Les communications avec les services d'urgence sont gratuites pour les usagers, mais l'installation obligatoire de l'eCall dans un véhicule neuf sans récepteur de système mondial de navigation par satellite peut représenter un surcoût d'environ 100 euros.
Pour les sociétés d'assurance française, le coût devrait rester marginal, par rapport au prix d’une assurance véhicule, mais pourrait grimper avec la pénétration de l'eCall.
Pour les opérateurs de téléphonie, qui ne souhaitent pas communiquer sur ce sujet, selon l'hypothèse de 400 000 appels en 2025, de 10 minutes, le coût ne serait que de 0,002 % du volume total des appels fixe et mobile en France en 2016.

## Historique

### Préparation
Le concept d'eCall est présenté en 1999 par le fonctionnaire européen Luc Tytgat, lors du lancement par la commission européenne du projet Galileo (système de positionnement). En 1998, 170 experts s'étaient réunis à Bruxelles à l'invitation de la Commission, pour analyser la dépendance européenne au système américain GPS, mais aussi pour proposer des applications civiles au projet.
En 2001, le projet est présenté en Allemagne comme système européen d'appel ((en)european calling system),.
En 2007 le projet est reporté.
En 2011, le projet est de nouveau promu par la Commission européenne. Elle soumet un projet de règlement au Parlement et au conseil européens le 13 juin 2013.
Au terme de la procédure législative, le 29 avril 2015, le Parlement européen adopte le RÈGLEMENT (UE) 2015/758 visant à rendre eCall obligatoire sur les nouveaux véhicules à partir d'avril 2018.
Selon le règlement, la présence du dispositif eCall décrit par les standards européens sera une condition nécessaire pour homologuer un nouveau modèle de véhicule (automobile, petit véhicule utilitaire) et le vendre en Europe.
En décembre 2015, dans le cadre d'un projet similaire aux États-Unis, alors qu'un conducteur commettait un délit de fuite, son véhicule a lancé un appel téléphonique aux secours lors du déclenchement des airbags. Ceci qui a conduit ultérieurement à la découverte du délit. Ce cas de figure n'avait pas été envisagé.
En avril 2016, une question sur eCall est intégrée à l'examen de Code de la route, à l'occasion de la réforme du permis de conduire.

### Protocole d'entente sur l'eCall
En 2013, à travers la signature du protocole d'entente sur l'eCall (Memorandum of Understanding), de nombreuses parties prenantes ont montré leur soutien au projet et se sont engagées à appuyer son introduction. Parmi les signataires sont présents 15 des 27 pays de l'UE, 3 pays de l'Association européenne de libre-échange et de nombreuses entreprises et associations, telles que l'Association des constructeurs européens d'automobiles (ACEA), l'association mondiale des opérateurs de téléphonie mobile (GSMA), ou encore des clubs automobiles comme l'ADAC. Le parlement européen a également exprimé à plusieurs reprises son soutien à l'introduction de l'eCall.

### Déploiement

Le système est déployé dans l'Union européenne (UE en bleu), et en Islande, en Norvège et en Suisse (AELE en vert)

Le système est déployé dans l'Union européenne, et en Islande, en Norvège et en Suisse.
Depuis 2003, la technique existe.
Plusieurs constructeurs avaient déployé ces techniques depuis 2004.
La plupart des constructeurs automobiles mondiaux se sont accordés pour installer eCall sur tous leurs véhicules à destination du marché communautaire à partir du 1er octobre 2017, prenant une marge de 7 mois nécessaire pour respecter l'obligation d'avril 2018. À cette date les véhicules non conformes devront être adaptés ou vendus en dehors de la communauté.
Dans le contexte du Brexit, le Royaume-Uni n'a pas quitté l'Union européenne avant avril 2018, c'est pourquoi la norme s'applique aussi au Royaume-Uni.
En 2017, 4% du parc automobile français en est équipé[réf. non conforme]. En avril 2018, 5 % du parc automobile français en est équipé.
À l'été 2021, 90 % des véhicules neufs vendus au Royaume-Uni sont équipés.
À la fin de 2021, le France compte deux millions de véhicules légers équipés d’eCall, selon les données du ministère de la Transition écologique, et l'Europe 15 millions sur ses 300 millions de véhicules.

## Règlements
Depuis juillet 2018, l'homologation de ces dispositifs est soumis au règlement CEE-ONU no 144 intitulé « Prescriptions uniformes relatives aux systèmes automatiques d’appel d’urgence (AECS) ».
Dans le cadre du règlement CEE-ONU, le principe de fonctionnement réglementaire est le suivant :
- l'AECD est le dispositif automatique d’appel d’urgence ;
- lors de la réception du signal de déclenchement, l’AECD doit envoyer des données et établir une liaison vocale avec le PSAP (centre de réception des appels d’urgence[35]) ;
- en cas d'échec de la transmission de données, l’AECD doit de nouveau essayer d’envoyer les données ;
- en cas de perte de la liaison vocale, il doit s’efforcer de rétablir cette liaison ;
- en cas d'échec de communication sur le réseau mobile terrestre public, les données sont stockées en mémoire non volatile et la communication est retentée ultérieurement[34].

Le règlement prévoit que dans 95 % des cas la précision du géo-positionnement doit être meilleure que 15 mètres en zone à ciel ouvert, et meilleure que 40 mètres en zone de canyon urbain.

### Régions appliquant le règlement CEE-ONU
Les régions ou pays membres qui adhèrent à ce règlement CEE-ONU depuis le 19 juillet 2018 sont : l'Union européenne, la Russie, le Japon, la Corée, l'Australie, la Norvège, la Turquie, l'Ukraine, l’Égypte, l'Afrique du Sud, la Thaïlande et le Royaume-Uni.

## Utilisations
12 000 déclenchements d’eCall ont eu lieu en 2019.
45 000 déclenchements d’eCall ont eu lieu en 2020.
100 000 alertes eCall ont eu lieu en 2021, en France.
Pour des raisons techniques, il est temporairement impossible d'afficher le graphique qui aurait dû être présenté ici.

109 000 alertes eCalls ont eu lieu en 2022 en France, dont 6 800 transférées au PSA (Public Service Answering Point ou « centre de réception des appels d’urgence ») pour intervention des secours.
157 000 alertes eCalls ont eu lieu en 2023 en France, dont 10 200 transférées au PSA (Public Service Answering Point ou « centre de réception des appels d’urgence ») pour intervention des secours.

### Critiques
D'après l'ADAC, en Allemagne les systèmes ont été programmées avec les centres d'appel des constructeurs allemands qui peuvent ainsi commercialiser des services et des offres supplémentaires, comme l'organisation du service de remorquage, la réparation de la voiture endommagée ou la fourniture d'un véhicule de remplacement. Mais cette intermédiation pose des difficultés pour contacter les secours dans certaines circonstances :
- erreur de format des coordonnées GPS,
- compétences linguistiques,
- horaire de fermeture du centre d'appel,
- fin d'abonnement[41].

### Évolution à long terme
Le système eCall repose actuellement sur les réseaux 2G et 3G, qui sont en voie d'obsolescence. En outre, l'état de ces réseaux est maintenu dans chaque pays par les opérateurs téléphoniques européens, qui voudraient les démanteler, rendant de ce fait le dispositif eCall tel qu'il existe alors inutilisable. Par exemple, en France, Orange, SFR et Bouygues Telecom ont prévu de fermer la 2G entre 2025 et 2026, et la 3G entre 2028 et 2029.[réf. souhaitée] Environ 36 millions d'automobiles européennes sont connectées au réseau 2G en 2024 et les nouveaux véhicules ont besoin d'être connectés au réseau 2G pour être homologués au rythme de 10 millions de nouveaux véhicules chaque année en Europe.
À partir de 2027, les nouveaux modèles de véhicules passeront à la 4G.
Une solution envisagée à partir de 2025 est le « eCall New Generation »  exploitant la 4G/5G. L'électronique évoluant très vite, les technologies 2G, 3G, 4G, 5G... suivent le même rythme, rendant obsolète et inutilisable à chaque génération la technologie précédente. De ce fait, si le dispositif eCall devait suivre cette évolution, les véhicules équipés du système en 2G ou 3G ne seraient bientôt plus compatibles. Le dispositif eCall ne fonctionnerait alors plus sur les anciens véhicules. Ce problème est sans fin.
Ni les entreprises de télécommunication, ni l'Union européenne n'ont l'obligation d'assurer le service de télécommunication. Ainsi, la possibilité de maintien d'une couche de service 2G partagée minimale dans chaque État membre de l'Union européenne est de la responsabilité de chaque État membre de l'UE. Le coût du maintien du réseau téléphonique est estimé entre 1,2 milliard et 1,5 milliard d'euros par an à l'échelle européenne de 2026 à 2035 alors que le coût de la mise à jour des véhicules dans les 36 millions de véhicules déjà sur le marché est estimé à 13 milliards d'euros environ.

### Rappels de produits
En Europe, entre 2018 et 2021, dix défauts ont été trouvés en Belgique (1), en Allemagne (7) au Royaume-Uni (1) et au Portugal (1) sur des équipements d'origines coréennes, allemande, britannique, japonaises, ou suédoises.
Les défauts sont divers et peuvent concerner le non fonctionnement du système après accident, un défaut logiciel, un défaut de configuration, une mauvaise géolocalisation par le système de géolocalisation, une mauvaise identification du véhicule, ou un non fonctionnement des appels vocaux.
Ces défauts ont été trouvés sur des véhicules des marques KIA, Mercedes-Benz, VW, Land Rover, Toyota, Lexus et
Volvo.
Ils ont conduit à des rappels dans plusieurs pays : Allemagne, Pologne, Slovaquie, Suède, Bulgarie, Croatie, Danemark, Finlande, Grèce, Islande, Irlande, Luxembourg, Portugal, Slovénie, Estonie, Hongrie, Malte, Pays-Bas, Norvège. Des rappels ont également eu lieu aux États-Unis, notamment sur 1,3 million de véhicules Mercedes-Benz.

## Techniques utilisées
L'eCall utilise les technologies de téléphonie mobile 2G et 3G[réf. non conforme].
Dans l'Union européenne et en Irlande du Nord, le règlement UE 2024/1180 permet d'approuver l'utilisation des technologies 4G et 5G dès le 1er janvier 2025 et exclut 2G et 3G à partir du 1er janvier 2027. Le Royaume-Uni pourrait suivre un calendrier similaire[réf. non conforme].

## Utilisations dérivées et danger pour les libertés
Le système eCall, comme tous les systèmes électroniques embarqués pouvant communiquer avec l’extérieur, devrait permettre techniquement de géolocaliser les véhicules en permanence, même sans accident, mais aussi d'écouter les conversations de l'habitacle à l'insu des usagers. L'installation obligatoire de ce système dans tous les véhicules pose donc d'importantes questions en rapport avec les libertés informatiques et le droit à la vie privée, vis-à-vis des dérives que pourrait connaitre l'utilisation de cette technique. Avec ce système les véhicules pourront être suivis en temps réel dans tous leurs déplacements.
Le règlement européen (UE) 2015/758 traite le risque pour la vie privée de l'utilisation des données : 
« Conformément aux recommandations qui ont été formulées par le groupe de travail «Article 29» sur la protection des données et qui figurent dans le «Document de travail sur la protection des données et le respect de la vie privée dans l’initiative "eCall"», adopté le 26 septembre 2009, tout traitement de données à caractère personnel par l’intermédiaire du système eCall embarqué devrait respecter les règles en matière de protection des données à caractère personnel prévues par la directive 95/46/CE du Parlement européen et du Conseil du 24 octobre 1995 relative à la protection des personnes physiques à l’égard du traitement des données à caractère personnel et à la libre circulation de ces données et par la directive 2002/58/CE du Parlement européen et du Conseil du 12 juillet 2002 concernant le traitement des données à caractère personnel et la protection de la vie privée dans le secteur des communications électroniques (directive vie privée et communications électroniques), notamment pour garantir que les véhicules équipés des systèmes eCall embarqués, en mode de fonctionnement normal relatif au système eCall basé sur le numéro 112, ne sont pas traçables et ne font pas l’objet d’une surveillance constante et que l’ensemble minimal de données envoyées par le système eCall embarqué comprend les informations minimales requises pour un traitement approprié des appels d’urgence. »
Officiellement, l'Ecall ne devrait donc pas permettre d'écouter les conversations dans l'habitacle à distance sans intervention de l'utilisateur, sauf dans le cas où un appel d'urgence a été déclenché automatiquement.
Le règlement européen (UE) 2015/758 impose aux constructeurs d'installer le système eCall dans tous les nouveaux modèles de voitures depuis le 31 mars 2018,. La présence du système à bord des véhicules n'a cependant pas été rendue obligatoire par le code de la route. La loi n'interdit donc pas aux propriétaires de retirer l'eCall de leur véhicule.

## Équivalents dans les pays tiers
Des systèmes équivalents peuvent également exister dans des pays tiers à l'union européenne, par exemple en Russie, ou chez General Motors aux États-Unis.
Le système russe est développé sous l’appellation ERA-GLONASS (pour « Emergency Reaction for road Accidents using GLONASS »). Il utilise la constellation de satellites GLONASS et pourrait être compatible avec les eCall européens.
Aux États-Unis, General Motors commercialise depuis 2004, comme cela se fait en Europe, une offre baptisée « OnStar » comprenant un paquet de services de sécurité (voiture volée, fonctionnalité à distance), d'aides à la conduite ainsi qu'un service similaire à l'eCall.

## Enjeu
L'eCall est l'un des premiers systèmes connectés du véhicule connecté et est le premier qui fasse l'objet d'une obligation réglementaire.

## Contrôle technique
Depuis 2023, l'Ecall fait l'objet d'un contrôle technique.
Le contrôlé technique a été conçu en fonction d'un scénario de test[réf. incomplète] utilisant l'interface électronique du véhicule et mesurant la fonction/performance.

## Numéro de téléphone de l'appelant
Le numéro de téléphone de l'appelant commence par l’indicatif 882 ou 883, mais ce numéro peut ne pas marcher sur tous les réseaux téléphoniques de tous les opérateurs de tous les pays.